# غراهام فيف (لاعب كرة قدم)
غراهام فيف (بالإنجليزية: Graham Fyfe)‏ هو لاعب كرة قدم بريطاني، ولد في 7 ديسمبر 1982 في دندي في المملكة المتحدة. لعب مع ريث روفرز ونادي سلتيك.

## وصلات خارجية
- غراهام فيف على موقع قاعدة بيانات كرة القدم.إي يو (الإنجليزية)
- غراهام فيف على موقع Soccerbase.com (لاعب) (الإنجليزية)